# Dicranomyia (Dicranomyia) erratica
Dicranomyia (Dicranomyia) erratica is een tweevleugelige uit de familie steltmuggen (Limoniidae). De soort komt voor in het Oriëntaals gebied.